# Iowa (Louisiane)
Iowa est une ville de la paroisse de Calcasieu, dans l'État de Louisiane, aux États-Unis,. En 2020, elle compte une population de 3 436 habitants.

## Démographie
Lors du recensement de 2010, la ville comptait une population de 2 996 habitants, tandis qu'en 2020, elle s'élève à 3 436 habitants.